# Roztoki (Basses-Carpates)
Pour les articles homonymes, voir Roztoki.
Roztoki est une localité polonaise de la gmina de Tarnowiec, située dans le powiat de Jasło en voïvodie des Basses-Carpates.